# Argissa
Argissa (en grec antic Ἄργισσα ) o també Argura Ἄργουρα ) era una ciutat de la Pelasgiotis a Tessàlia, vora el riu Peneu i a poca distància de Larisa. Homer la menciona al "Catàleg de les naus" a la Ilíada, on diu que els seus habitants van anar a la guerra de Troia comandats per Polipetes. Estrabó situa a Argissa a 40 estadis d'Atrax.
La distància que la separava de Làrissa era tant petita que l'escoliasta a Apol·loni de Rodes va dir que Argissa i Làrissa eren la mateixa ciutat.